# Giuseppe Bruni (architetto)
Giuseppe Bruni (Trieste, 1827 – Trieste, 18 agosto 1877) è stato un architetto e ingegnere italiano, seguace dello storicismo.

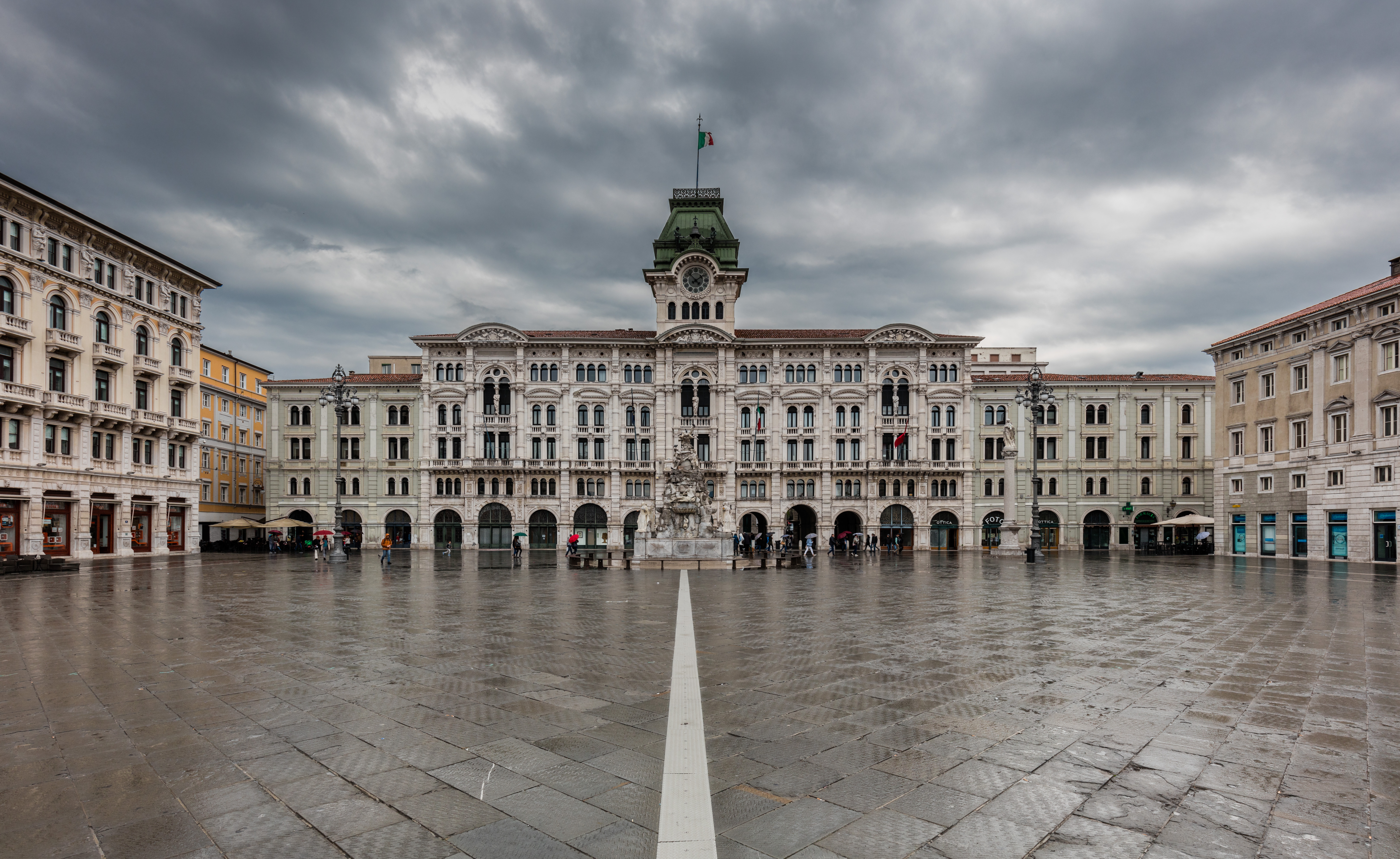
Palazzo del Municipio

Nato nel 1827 da Angelo Bruni e Teresa Coretti, dopo aver frequentato l'Accademia di belle arti di Venezia lavorò nel settore dell'edilizia marittima e civile nella sua città natale. Dal 1870 partecipò come architetto alla progettazione di vari edifici a Piazza Grande a Trieste. Nel 1872 fu incaricato dal sindaco di Trieste Massimiliano d'Angeli, di progettare il palazzo del municipio, che fu poi portato avanti dall'architetto Eugenio Geiringer. Morì nel 1877 all'età di 50 anni.

## Opere

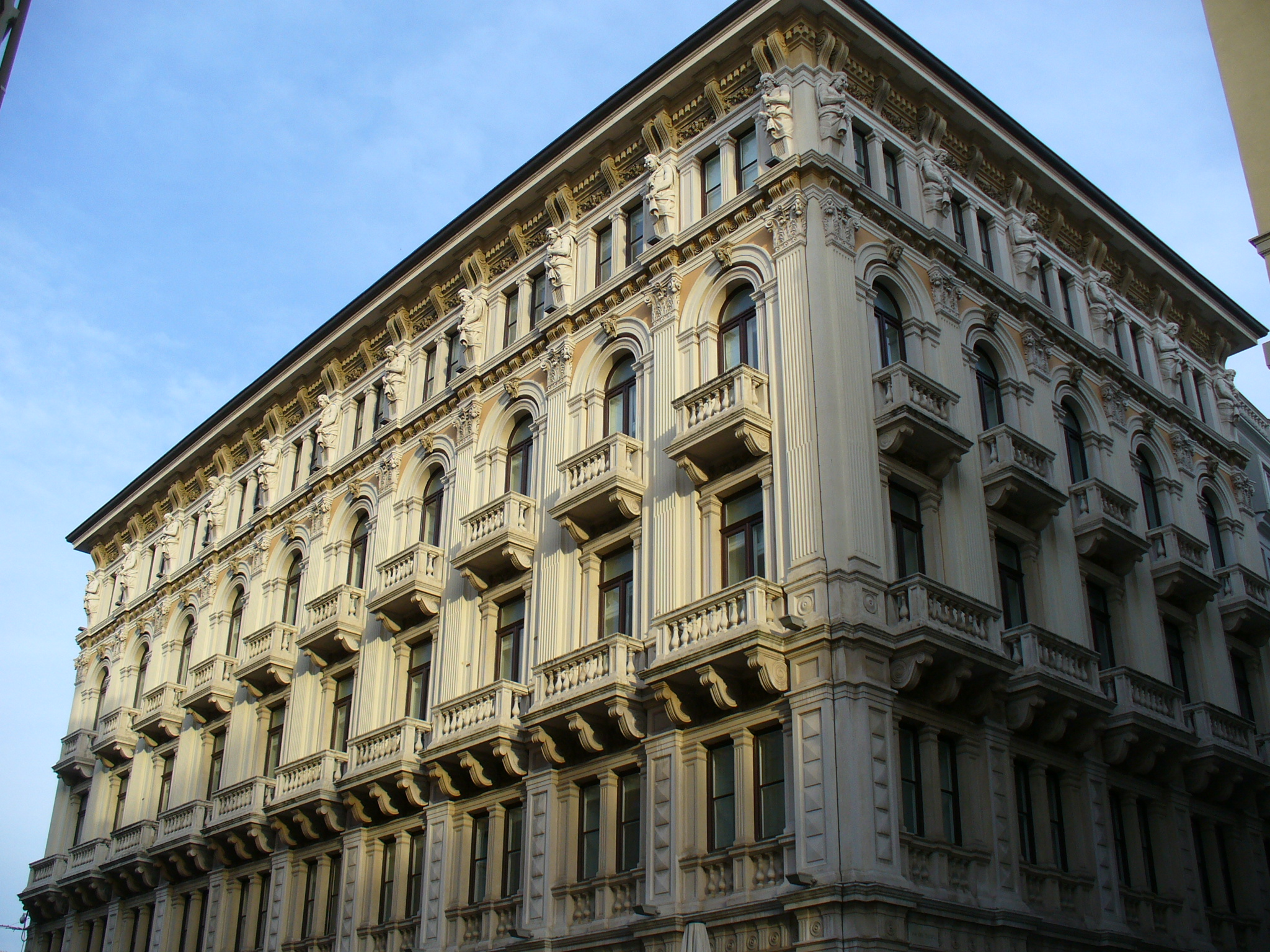
Palazzo Modello

- Palazzo Modello, Trieste (1871–1872)
- Grand Hotel Europa, Fiume (1872–1874)
- Palazzo del Municipio, Trieste (1872–1875)